# Eurasische Platte

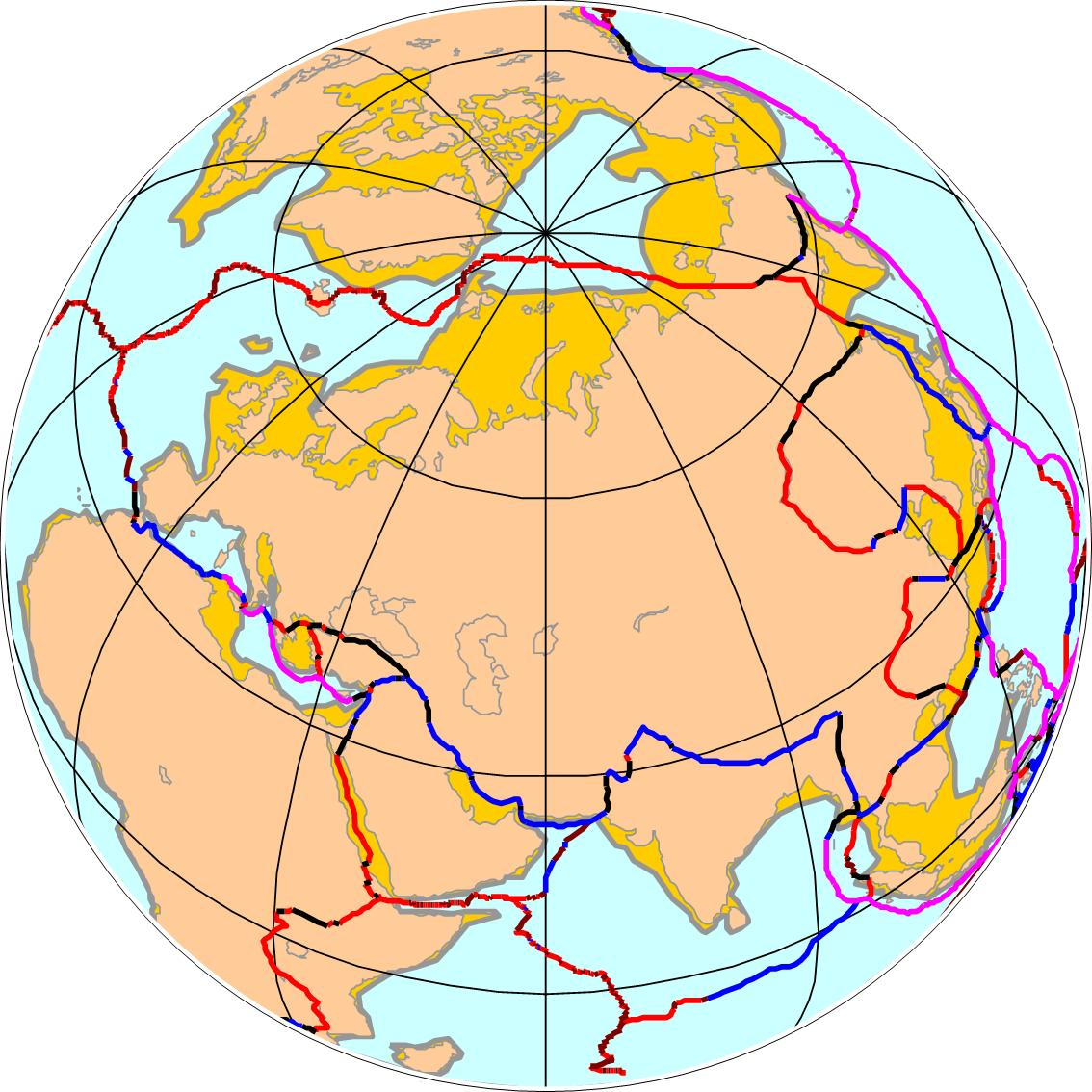
Schema der Eurasischen Platte inmitten anderer Lithosphärenplatten

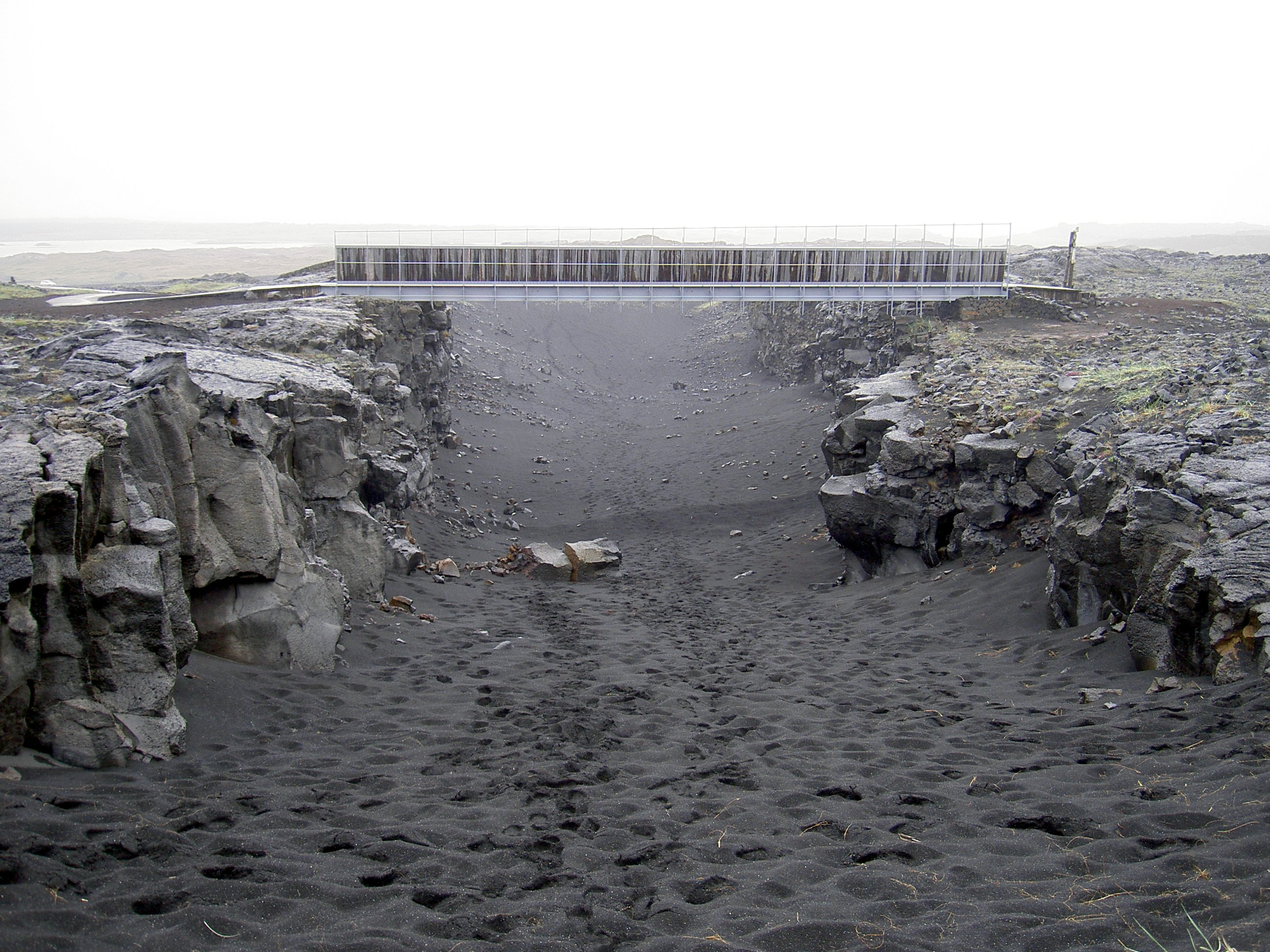
Die Brücke auf der isländischen Halbinsel Reykjanesskagi verbindet die Nordamerikanische mit der Eurasischen Platte

Die Eurasische Platte ist eine der größten Kontinentalplatten (tektonische Platte) der Erde. Ihr westlicher kontinentaler Teil wird vor allem im Zusammenhang mit der Entstehung der Alpen auch als Europäische Platte bezeichnet. Die Eurasische Platte bildet fast den gesamten eurasischen Großkontinent, mit Ausnahme des Indischen Subkontinents, der zur Indischen Platte, und des Fernen Ostens Russlands, der zur Nordamerikanischen Platte gehört. Die Kontinentalplatte trägt auch Indonesien, die Philippinen, den Süden Japans und einen Teil Islands. Die aus ozeanischer Erdkruste bestehende westliche Hälfte ist vom Nordatlantik und großen Teilen des Arktischen Ozeans bedeckt.
Die Eurasische Platte grenzt – im Uhrzeigersinn von Westen aus – an die Nordamerikanische Platte, die Philippinische Platte, die Australische Platte, die Indische Platte, die Arabische Platte, die Anatolische Platte, die Hellenische Platte, die Apulische Platte und an die Afrikanische Platte. Möglicherweise existieren in den Übergangszonen zu den großen Nachbarplatten einige weitere kleinere Platten (Mikroplatten wie z. B. die Adriatische Platte); ihre Existenz ist aber noch nicht zweifelsfrei geklärt.
Der Mittelatlantische Rücken trennt die Eurasische Platte von der Nordamerikanischen Platte und entfernt die beiden Kontinente dort um jährlich rund 2 cm voneinander.